# E575
E575 eller Europaväg 575 är en 90 km lång europaväg som går från Bratislava i Slovakien till Győr i Ungern. 

## Sträckning
Bratislava - Dunajská Streda - Medvedov - (gräns Slovakien-Ungern) - Vámosszabadi - Győr
Den går alltså rakt österut från Bratislava och passerar Donau nära Győr. Det finns en alternativ väg, motorväg E60/E75, som passar bättre att köra mellan Bratislava och Győr.

## Standard
Vägen är landsväg hela sträckan. 

## Anslutningar till andra europavägar
- E75
- E571
- E60